# NGC 346
NGC 346 est un amas ouvert associé à une nébuleuse en émission dans le Petit Nuage de Magellan (PNM) situé dans la constellation du Toucan. C'est la plus vaste nébuleuse en émission du PNM.
NGC 346 est à peu près à la même distance de nous que le PNM, soit 199 000 années-lumière.
NGC 346 a été découvert par l'astronome écossais James Dunlop le 1er août 1826.

## Galerie

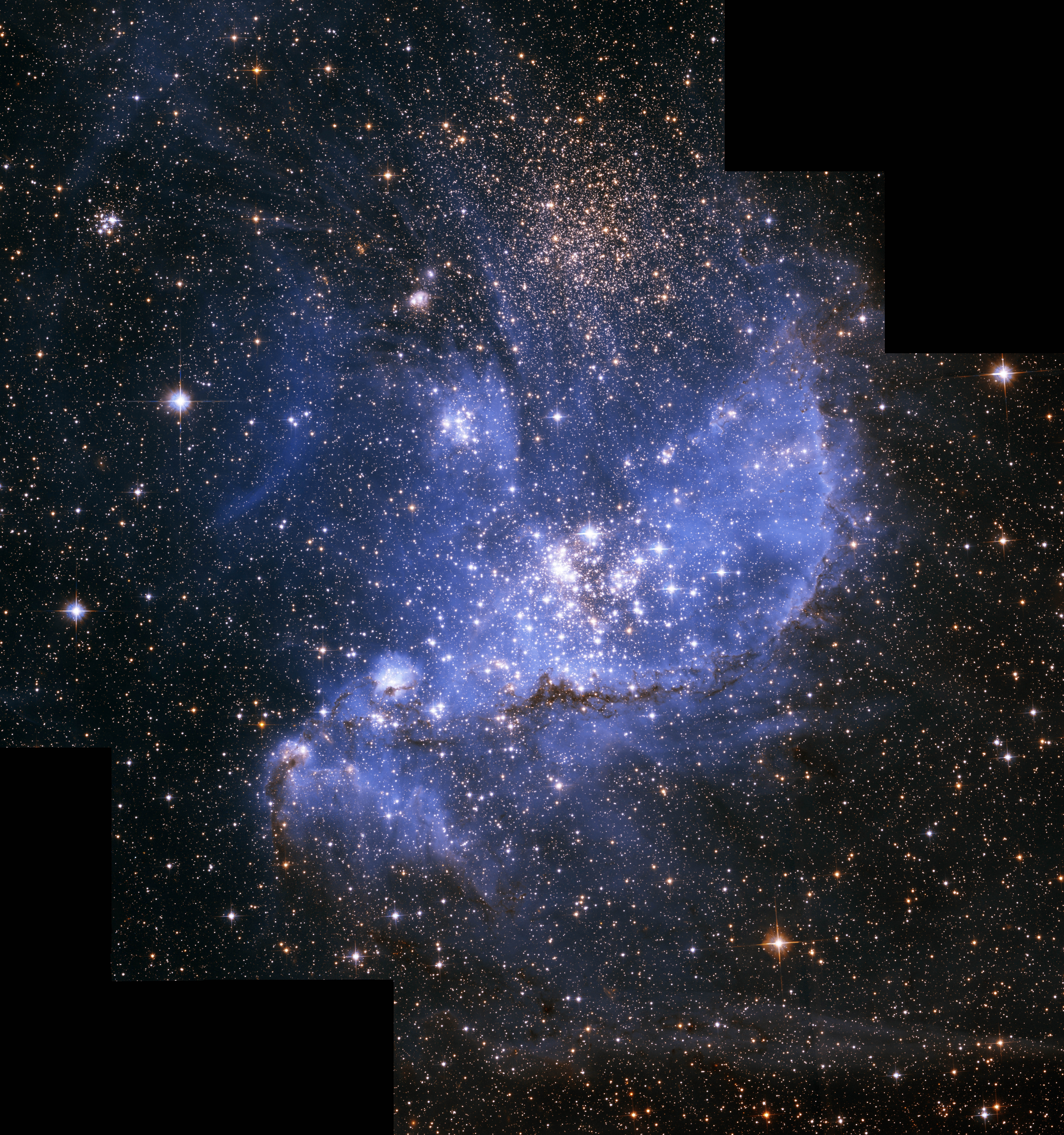
NGC 346 dans le Petit Nuage de Magellan. (NASA, ESA, and A.Nota (STScl))
NGC 346 est la région la plus brillante de formation d'étoiles du Petit Nuage de Magellan (Observatoire européen austral (ESO))
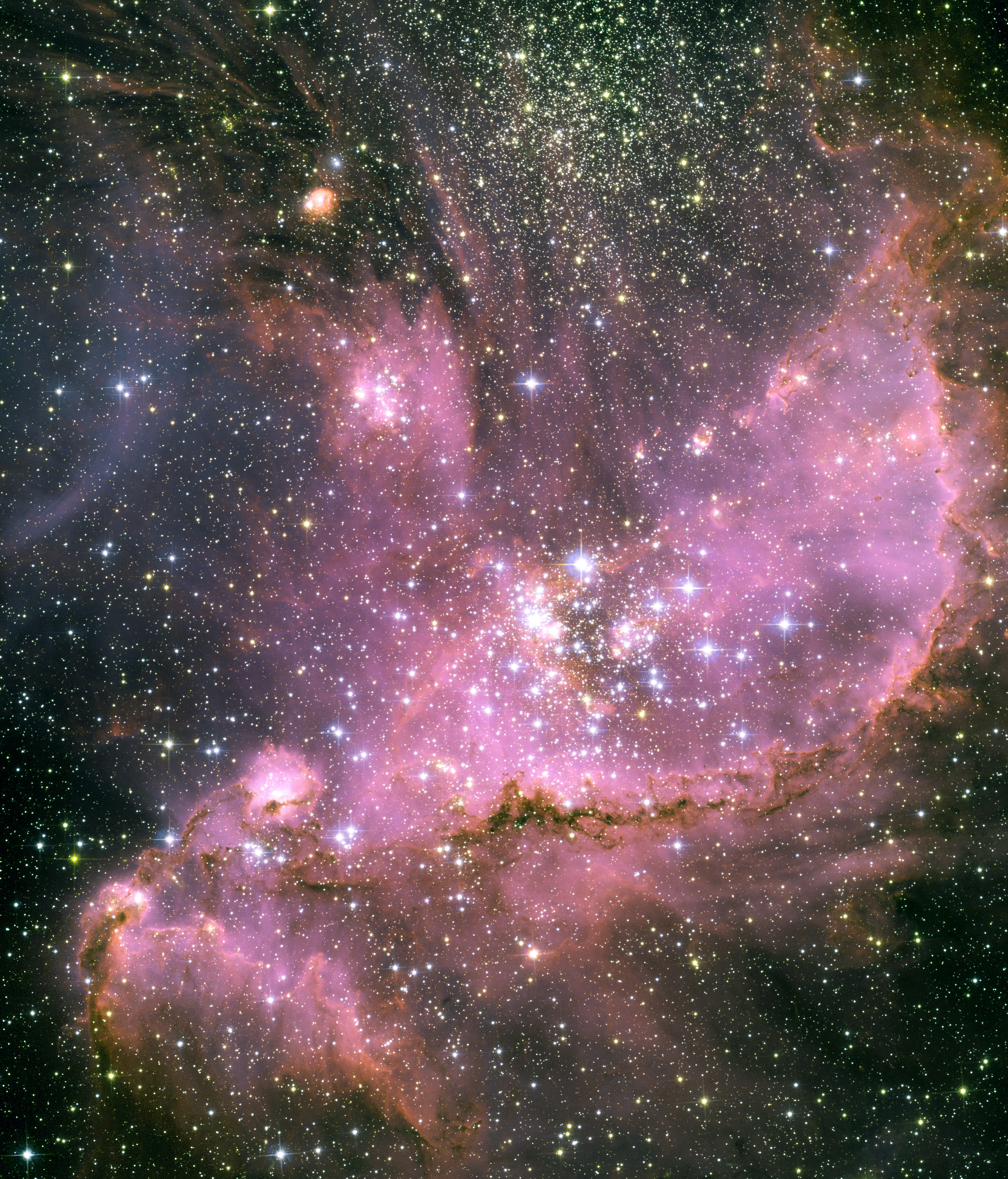
NGC 346 par le télescope spatial Hubble. (NASA, STSci/ESA)